# Gołąbek przyjemny

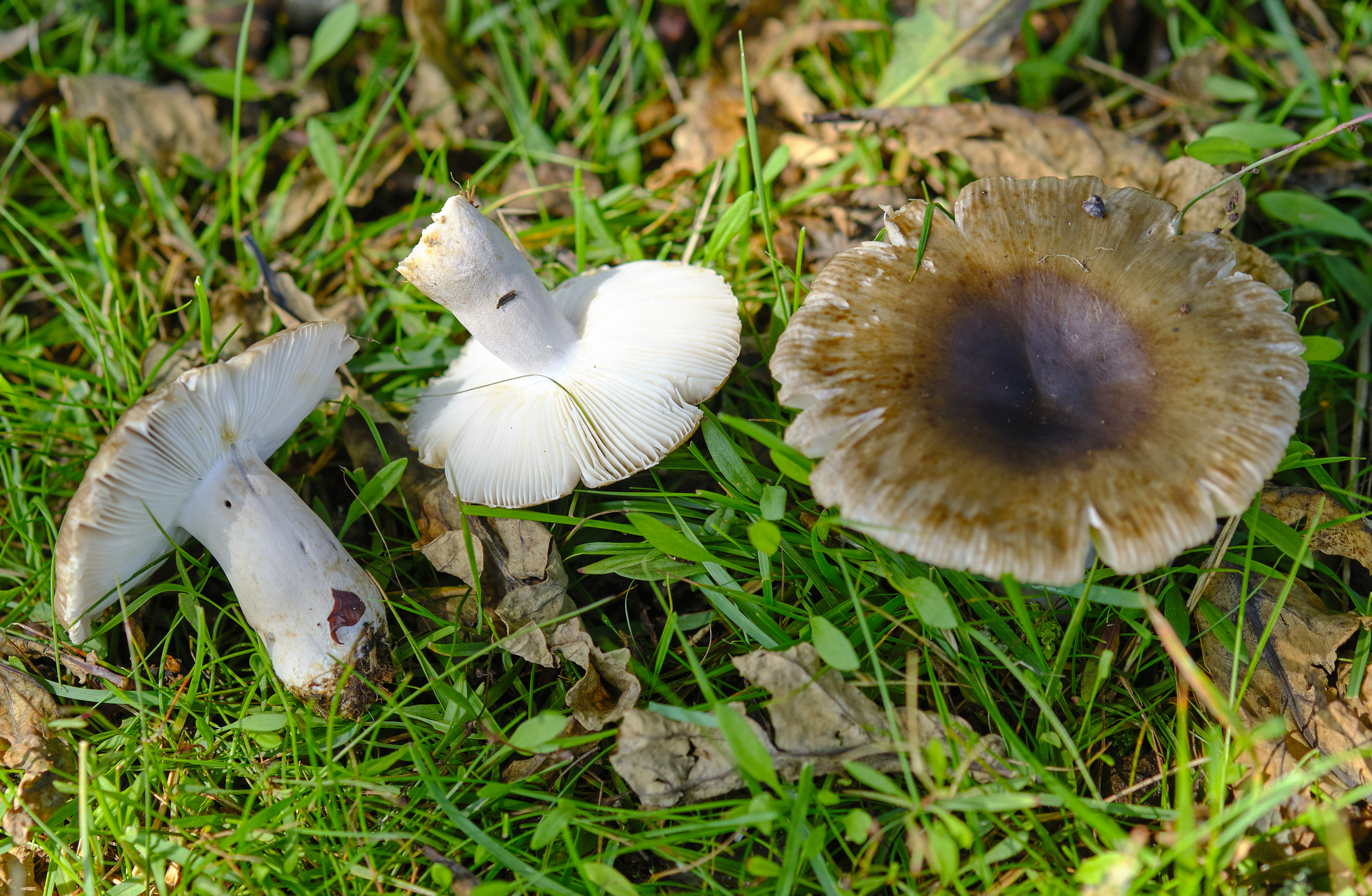

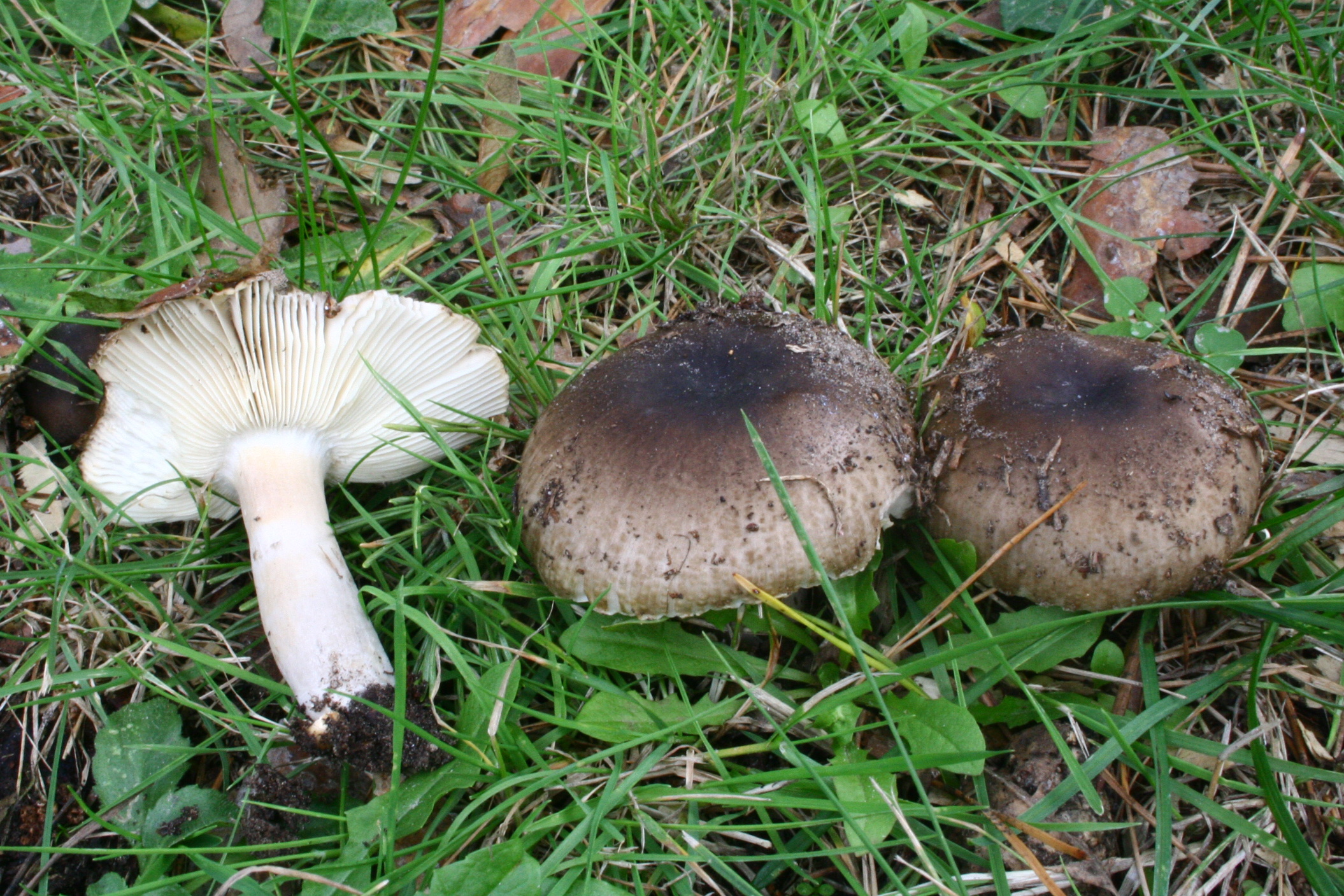

Gołąbek przyjemny (Russula amoenolens Romagn.) – gatunek grzybów należący do rodziny gołąbkowatych (Russulaceae).

## Systematyka i nazewnictwo
Pozycja w klasyfikacji według Index Fungorum: Russula, Russulaceae, Russulales, Incertae sedis, Agaricomycetes, Agaricomycotina, Basidiomycota, Fungi.
Po raz pierwszy opisał go w 1952 r. Henri Charles Louis Romagnesi i nadana przez niego nazwa naukowa jest aktualna. Polską nazwę podała Alina Skirgiełło w 1991 r. Pochodzi od jego przyjemnego zapachu.

## Morfologia
Kapelusz
Średnica 3,5– 6 cm, kształt początkowo wypukły, później przechodzący w szeroko wypukły lub płaski, czasem na środku nieco wklęsły. Powierzchnia w stanie świeżym lepka, jasno lub ciemno żółtawobrązowa lub szarawobrązowy, czasami z oliwkowym odcieniem na środku, brzeg jaśniejszy, ale spotykane są także okazy o barwie kości słoniowej. Brzeg ostry, karbowano-gruzełkowaty. Skórka gładka, czasami delikatnie promieniście prążkowana, dająca się ściągnąć do połowy średnicy kapelusza.
Blaszki
Dosyć gęste, cienkie, czasami rozwidlone, czasami z blaszeczkami, o szerokości do 5 mm, przy brzegu kapelusza ostre, początkowo białokremowe lub z szarawym odcieniem, u starych okazów ciemniejsze, często brązowawo plamiste z gęstymi zmarszczkami
Trzon
Wysokość 3–4,5 cm, grubość 0,9–1,5 cm, niemal walcowaty, nieco tylko szerszy dołem, początkowo pełny, ale szybko staje się komorowaty. Powierzchnia gładka, biała, w stanie świeżym błyszcząca.
Miąższ
Kruchy, dość gruby, początkowo biały, potem pod skórką żółtawy lub nieco brązowawy. Zapach przyjemny, podobny do zapachu wiśni, migdałów lub benzaldehydu, smak początkowo gorzki, potem cierpki, a nawet palący.
Reakcje chemiczne
KOH na powierzchni kapelusza od ujemnej do lekko pomarańczowej. FeSO4 na powierzchni trzonu – brak zmiany barwy. Cystydy w sulfowanilinie czerniejące.
Cechy mikroskopowe
Podstawki 38–55 × 6,5–10 µm. Bazydiospory 7–8,5(–9) × 5–6,7 µm, elipsoidalne, brodawkowato-kolczaste z nielicznymi i krótkimi łączącymi je grzbietami, brodawki ostre i tępe o wysokości do 0,75 µm, liczne i amyloidalne. Cystydy 60–115 × 6,5–9 µm z kończykiem. Głęboko pod skórką liczne strzępki mleczne.
Gatunki podobne
Od podobnego gołąbka grzebieniastego (Russula pectinata) gołąbek przyjemny odróżnia się bardziej owalnymi zarodnikami i barwą (g. grzebieniasty jest szarożółty do orzechowego). Gołąbek piekący (Russula sororia) odróżnia się bardziej kulistymi zarodnikami, kapeluszem o barwie od ciemnoochrowej lub sepiowej do brązowoszarej i silniejszym prążkowaniem kapelusza.

## Występowanie i siedlisko
Występuje w Ameryce Północnej, Środkowej i Południowej, Europie, Azji, Australii i na Nowej Zelandii. Najwięcej stanowisk podano w Europie i jest tu szeroko rozprzestrzeniony. W Polsce W. Wojewoda w 2003 r. przytoczył pięć stanowisk, w późniejszych latach podano następne. Na Czerwonej liście roślin i grzybów Polski ma status gatunku rzadkiego – potencjalnie zagrożonego z powodu ograniczonego zasięgu geograficznego i małych obszarów siedliskowych. Aktualne stanowiska podaje także internetowy atlas grzybów. Znajduje się w nim na liście gatunków zagrożonych i wartych objęcia ochroną.
Naziemny grzyb mykoryzowy, występujący w lasach iglastych i liściastych, w parkach, przy drogach, zwłaszcza pod bukami i dębami, ale tworzy symbiozę z wieloma gatunkami drzew i często spotykany jest na trawiastych obszarach leśnych. Owocniki tworzy zwykle od lipca do października.